# تكية معاون الملك
تكية معاون‌ الملك (بالفارسية: تکیه معاون‌الملک) هي تكية شيعية تاريخية تعود إلى القاجاريين، وتقع في كرمانشاه.

## معرض الصور

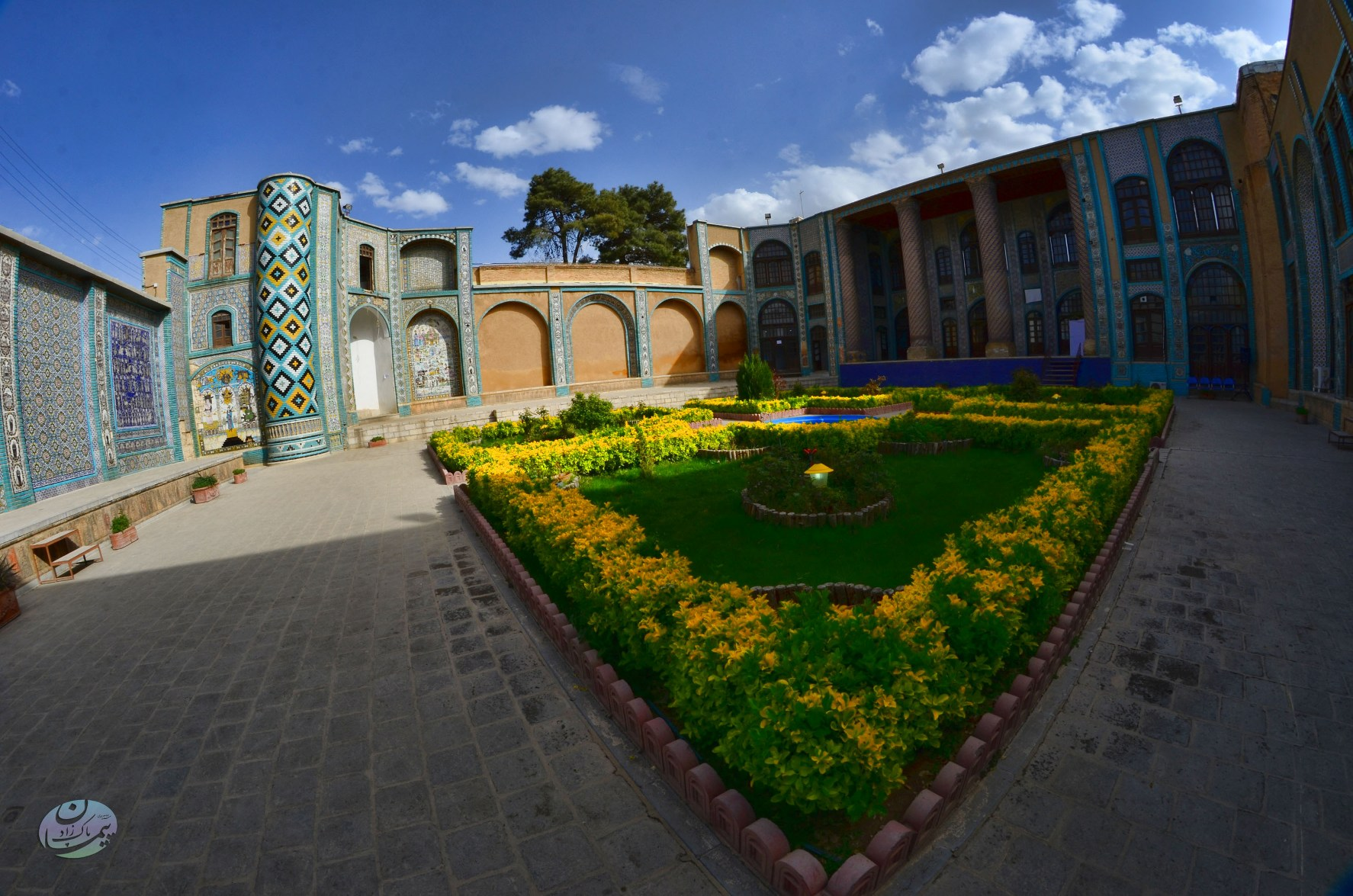
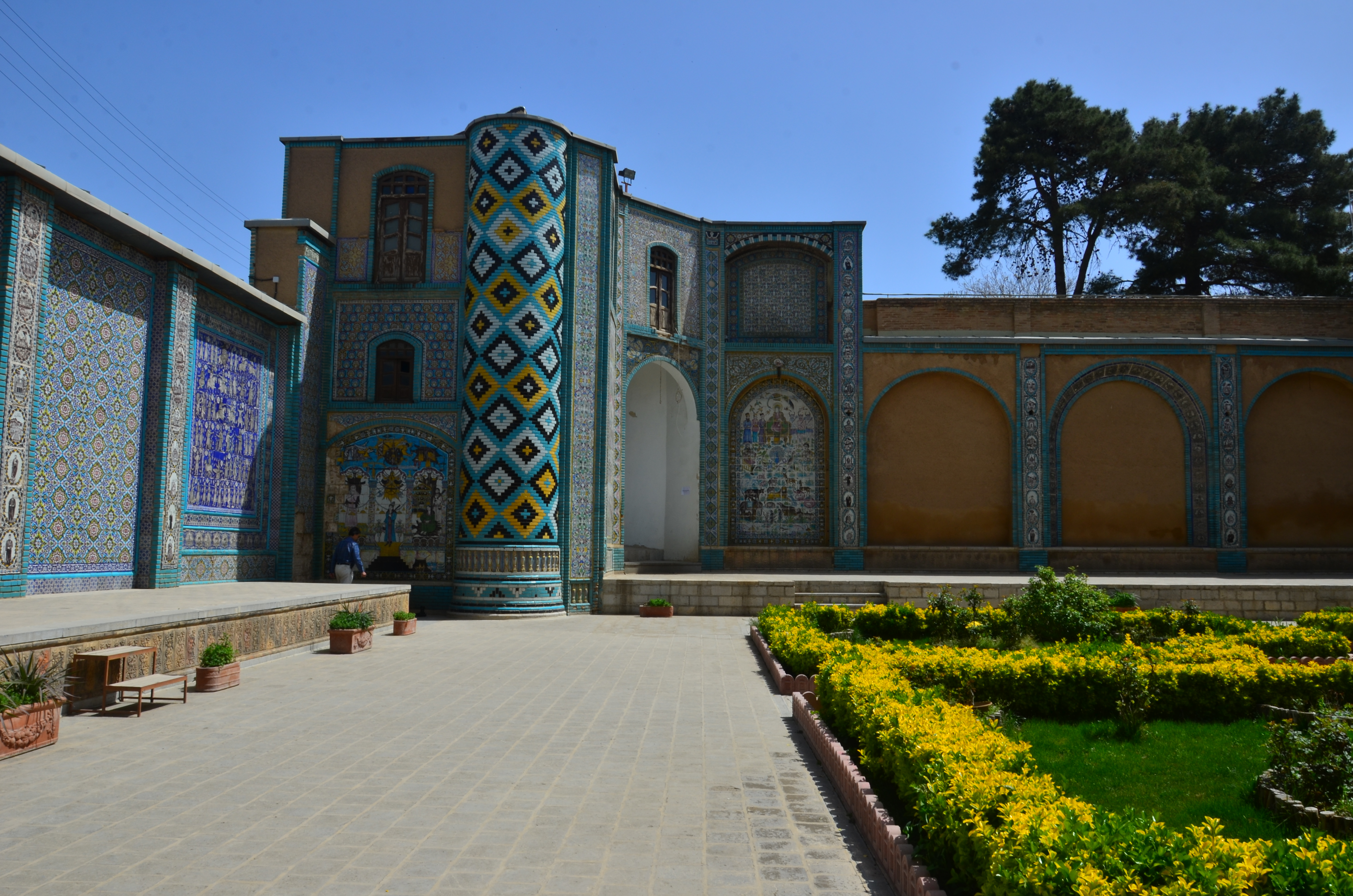
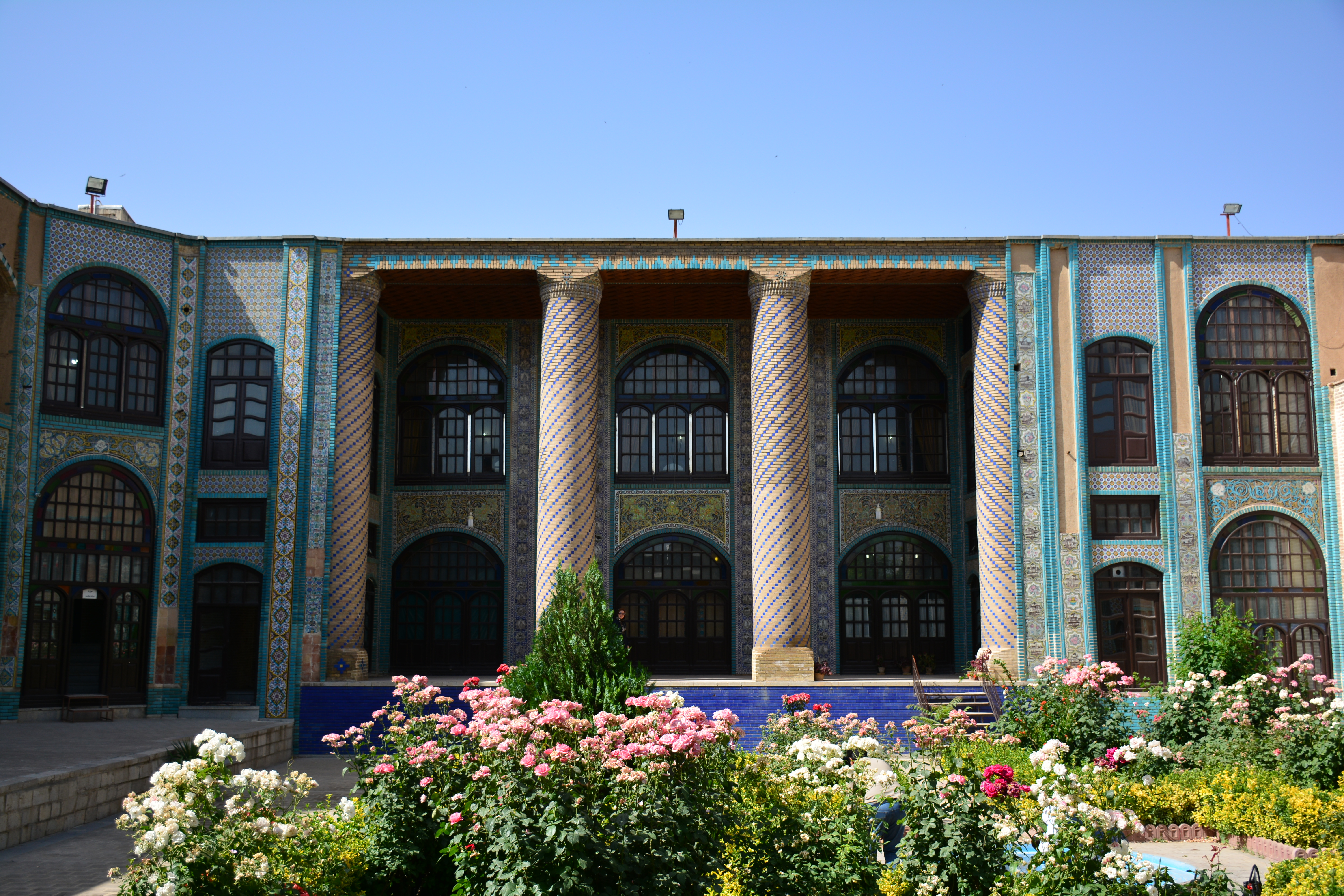
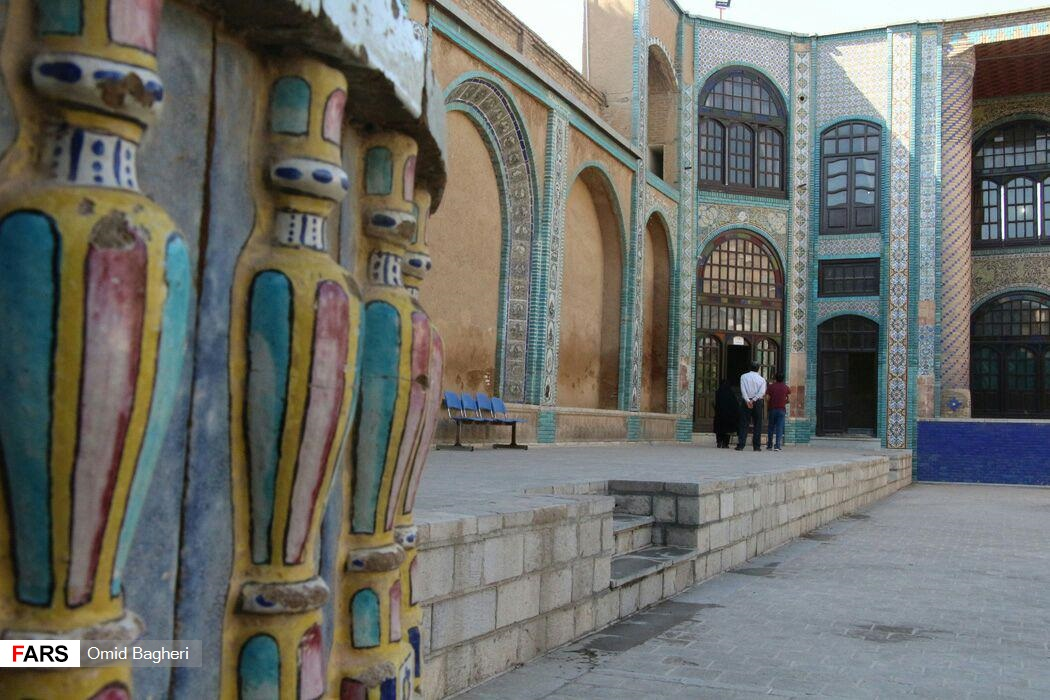
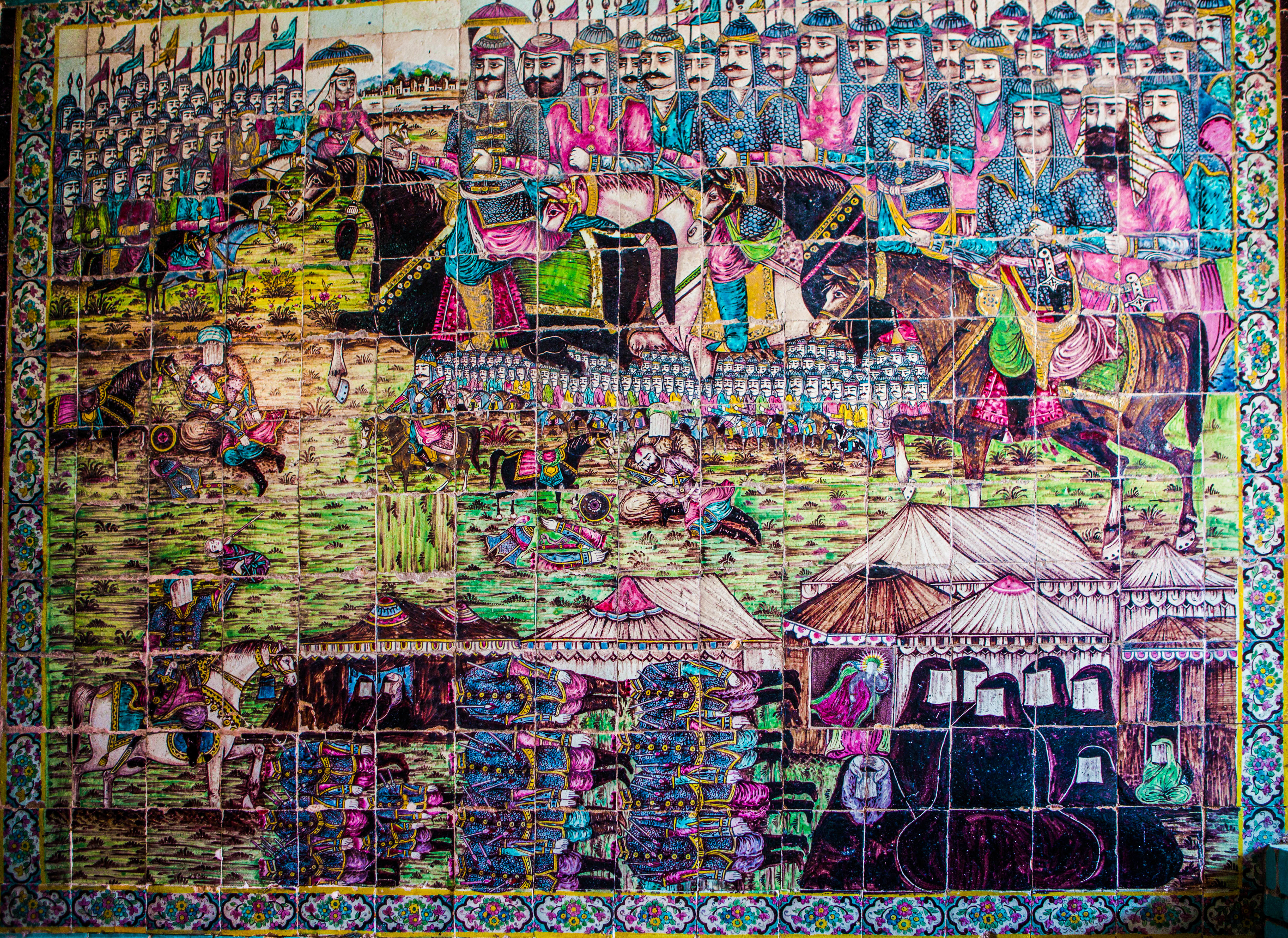
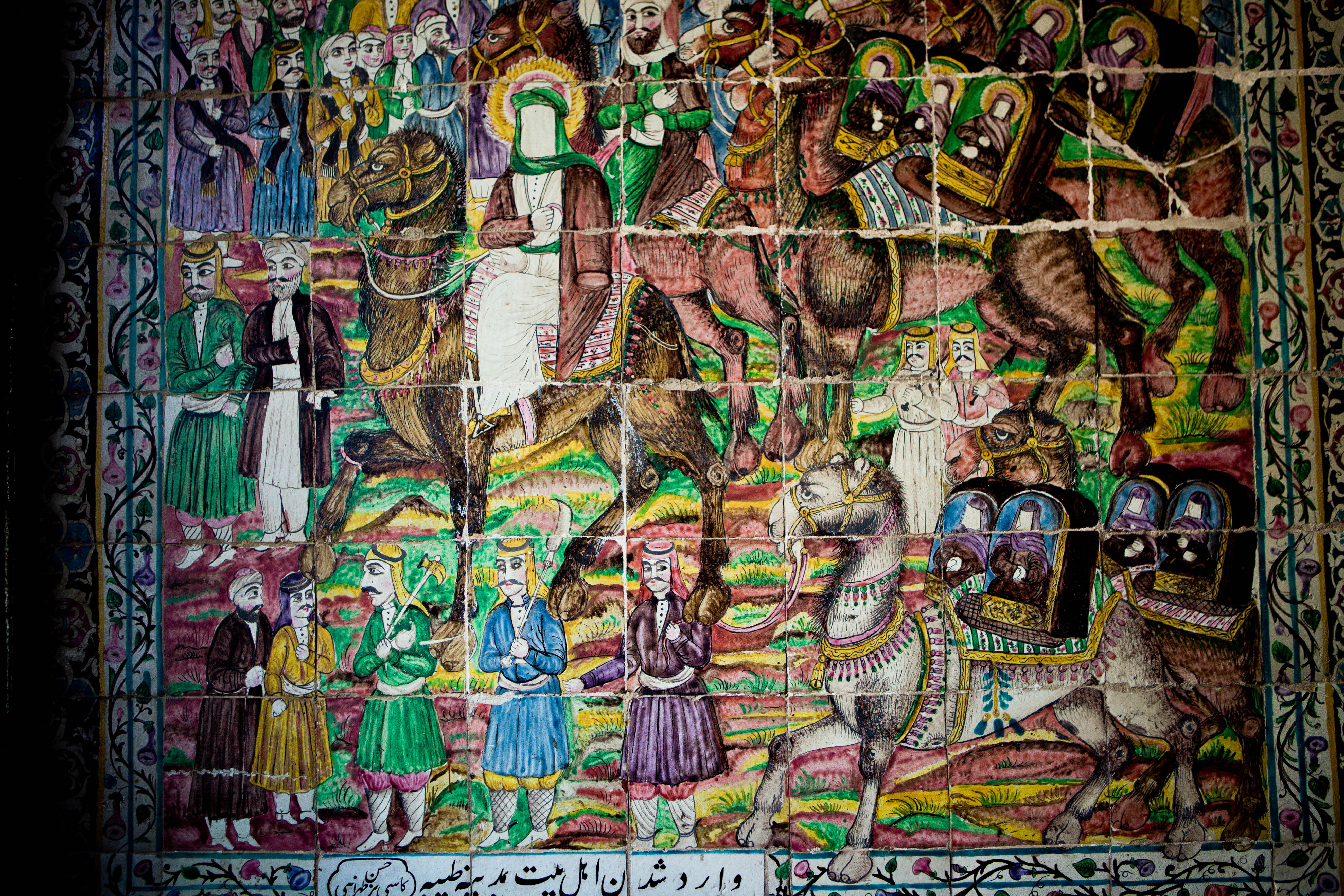
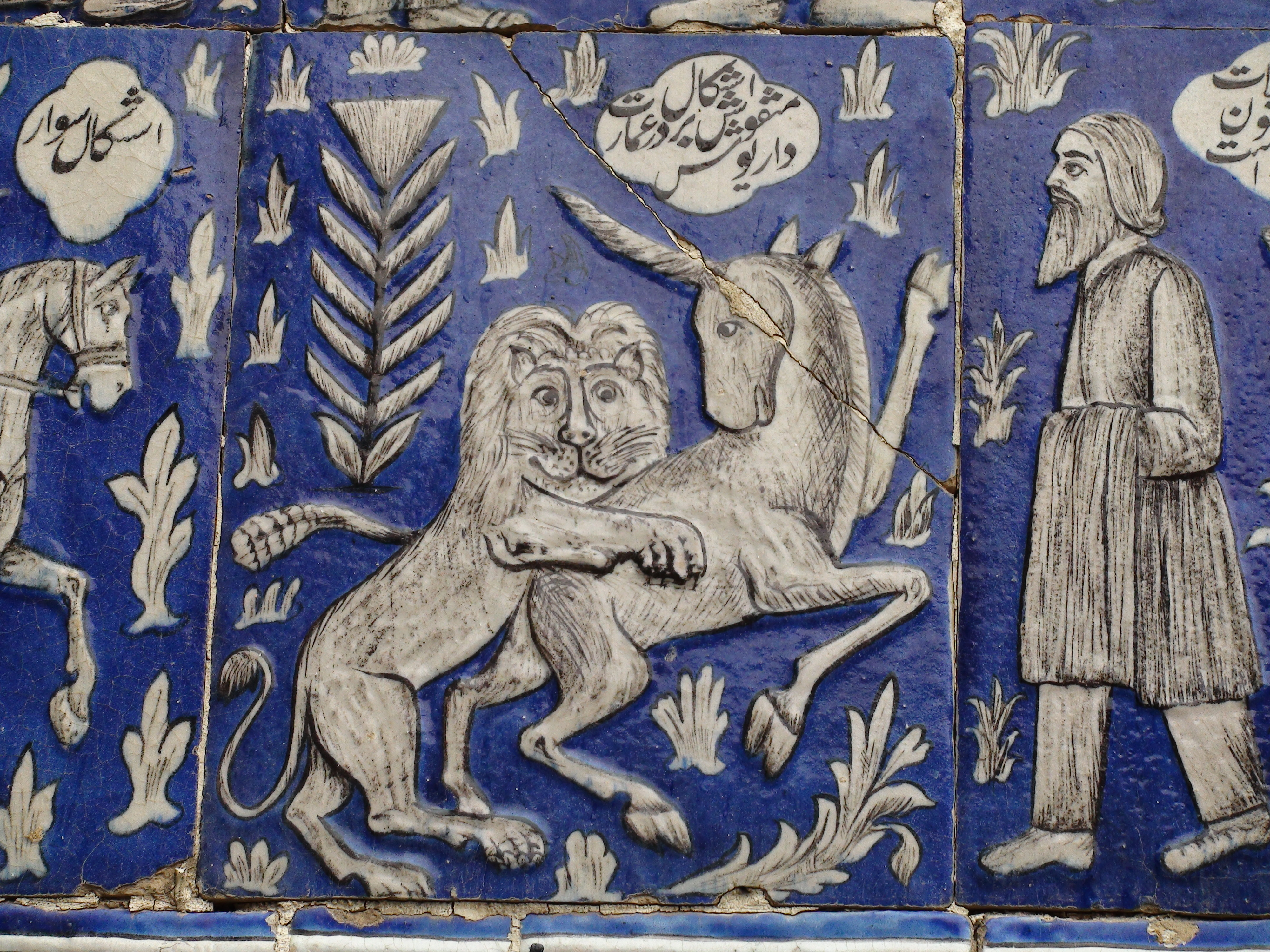
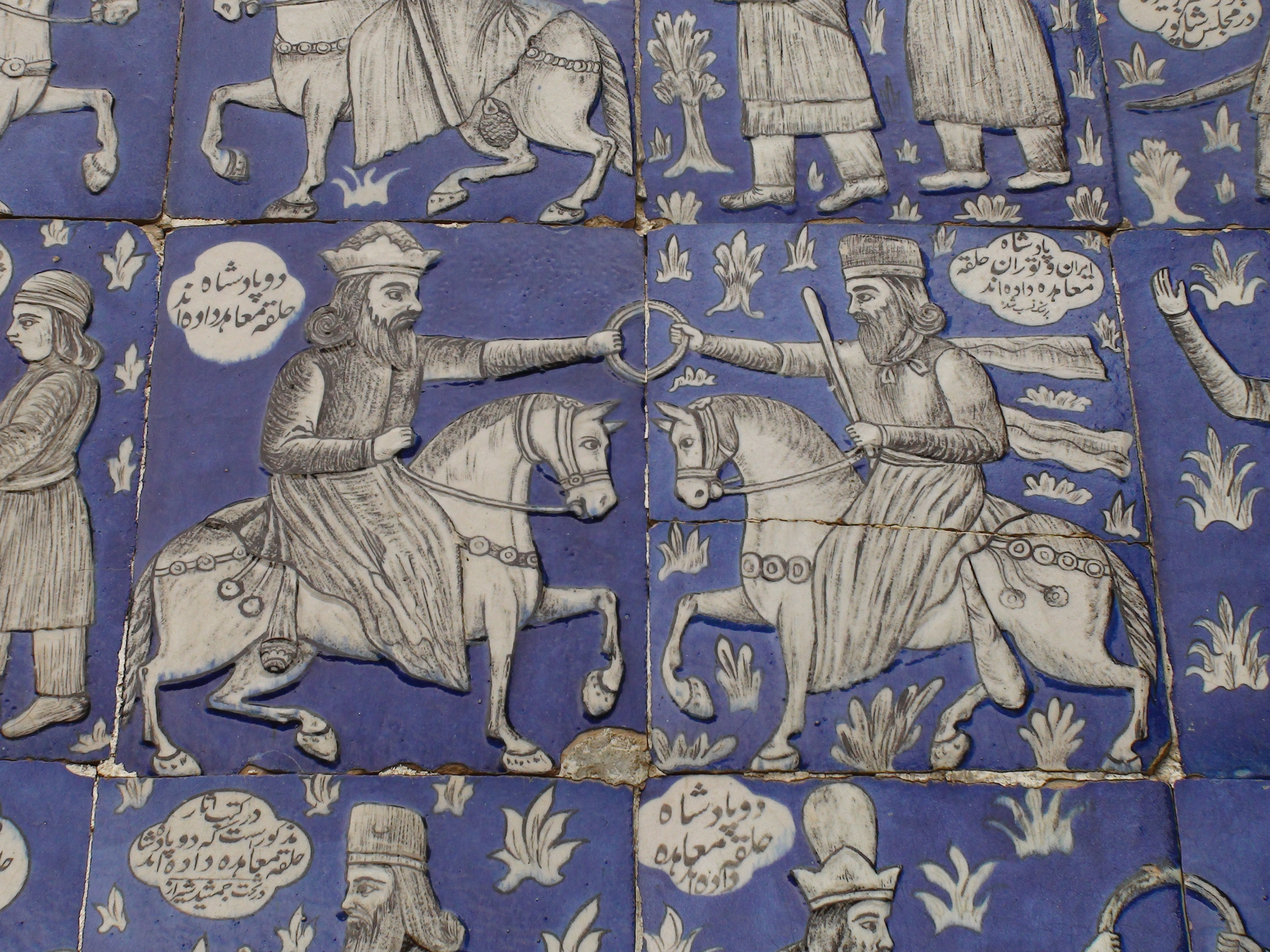